# Ferdinand Drijkoningen
Ferdinand Frans Joseph Drijkoningen (* 16. Oktober 1928 in Rotterdam; † 2003) war ein niederländischer Romanist und Avantgardeforscher.

## Leben
Drijkoningen wurde 1959 an der Universität Leiden promoviert mit der Arbeit Temps et journal intime. Essai sur l'oeuvre de Maurice de Guérin (Assen 1959). Er war an der Universität Amsterdam Lektor von 1970 bis 1973 und ordentlicher Professor für Französisch von 1973 bis 1993.
Von 1983 bis 1984 war er Fellow des Netherlands Institute For Advanced Study (NIAS).
Drijkoningens besonderes Forschungsinteresse galt der Avantgarde in der Literatur. Von 1976 bis 1981 war er Herausgeber der Zeitschrift Recherches sur le surréalisme. Revue bibliographique, ab 1994 der Zeitschrift  Avant-garde critical studies.

## Werke
- (Hrsg. mit  Evert van der Starre und Wiecher Zwanenburg) Lezen en interpreteren. Een bundel opstellen voor Samuel Dresden, Muiderberg 1979
- (Hrsg. mit J. Fontijn)  Historische avantgarde. Programmatische teksten van het Italiaans futurisme, het Russisch futurisme, Dada, het constructivisme, het surrealisme, het Tsjechisch poëtisme, Amsterdam 1982
- (Hrsg. mit Sorin Alexandrescu und Willem Noomen) Nico H. J. van den Boogaard, Autour de 1300. Etudes de philologie et de littérature médiévales, Amsterdam 1985 (Vorwort von Paul Zumthor)
- (Hrsg. mit Dick Gevers) Anarchia, Amsterdam 1989